# Bradley Wright-Phillips
Bradley Edward Wright-Phillips (Lewisham, 12 de março de 1985) é um futebolista inglês. Bradley é irmão de Shaun Wright-Phillips, companheiro de clube e filho do ex-jogador de Arsenal e Seleção Inglesa Ian Wright.
Destacou-se no Red Bull na temporada de 2014, sendo o maior artilheiro em uma única edição da historia da MLS com 34 gols feitos. Na Inglaterra teve passagens pelo Charlton Athletic e Brentford.

## Carreira
Com o New York Red Bulls conquistou a MLS Supporters' Shield, em 2013, e foi o artilheiro do campeonato em 2014, com 27 gols marcados.

## Títulos
New York Red Bulls
- MLS Supporters' Shield: 2013
- MLS Supporters' Shield: 2018

## Artilharia
New York Red Bulls
- MLS Supporters' Shield: 2014 (27 gols)